# Jadwiga Dobiecka

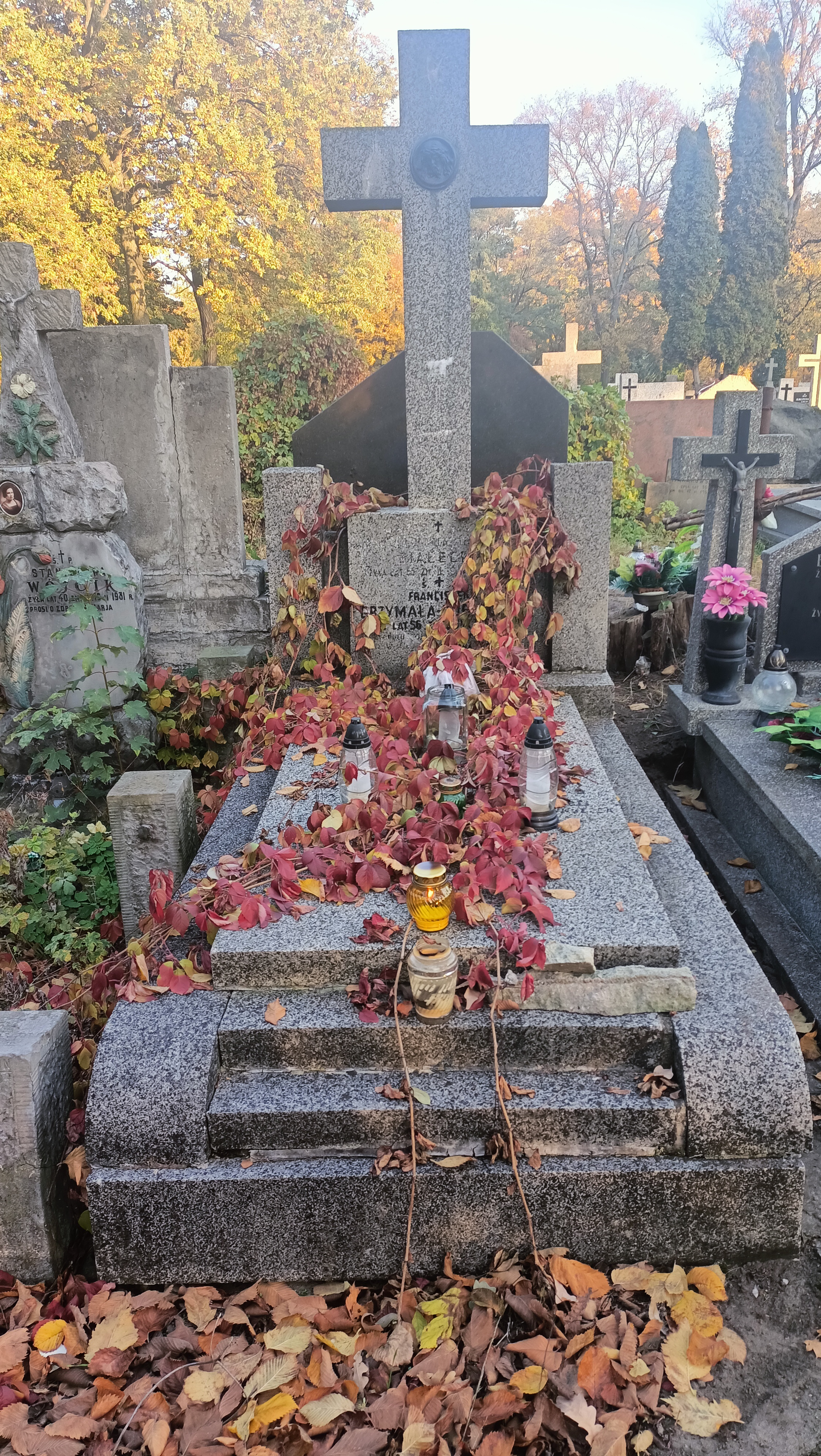
Grób Jadwigi Grzymały-Dobieckiej na Cmentarzu Bródnowskim w Warszawie

Jadwiga Dobiecka (ur. 1901, zm. 1974) – polska „Sprawiedliwa wśród Narodów Świata”.

## Życiorys
W trakcie II wojny światowej, warszawianka Jadwiga Dobiecka, udzielała pomocy potrzebującym Żydom. Od 1942 r. do wybuchu powstania warszawskiego w sierpniu 1944 r. udzielała schronienia Żydom, w tym dwóm chłopcom Henrykowi Eichelowi i Mietkowi Bursztynowi oraz dwóm kobietom Ludce i Tusi. Innymi osobami ochranianymi przez Dobiecką byli Roman Warszawski i Henryk Krupnik, którym udało się uciec z Pawiaka oraz dr Stefan Vergesslich i jego żona Judyta. Dobiecka opiekowała się także innymi Żydami do czasu znalezienia dla nich w mieście stałej kryjówki. Na początku sierpnia 1944 r. Dobiecka zbudowała pod swoim domem podziemny schron, w którym ukrywali się jej podopieczni nawet po stłumieniu przez Niemców powstania i wygnaniu miejscowej ludności z miasta.  
11 sierpnia 1992 r. Instytut Jad Waszem uhonorował Jadwigę Dobiecką medalem „Sprawiedliwy wśród Narodów Świata”.
Pochowana na cmentarzu Bródnowskim (kwatera 65D-6-11). 